# اجتماع الجيوش الإسلامية على غزو المعطلة والجهمية
اجتماع الجيوش الإسلامية على غزو المعطلة والجهمية كتاب لابن قيم الجوزية وقد تحدث الكتاب عن فرقتين من الفرق والمذاهب الكلامية، وقد رد فيه مؤلفه على من أسماهم المعطِّلة والجهمية من أهل الكلام، من خلال تفسير بعض آيات الصفات، وأقوال العلماء والمفسرين من الصحابة والتابعين ومن بعدهم فيها، وتعد مسألة الاستواء على العرش من أهم المسائل التي تعرض لها الكتاب.

## مواضيع ذات صلة
- أهل الكلام
- ابن قيم الجوزية
- الصواعق المرسلة على الجهمية والمعطلة